# Felix van Aquitanië

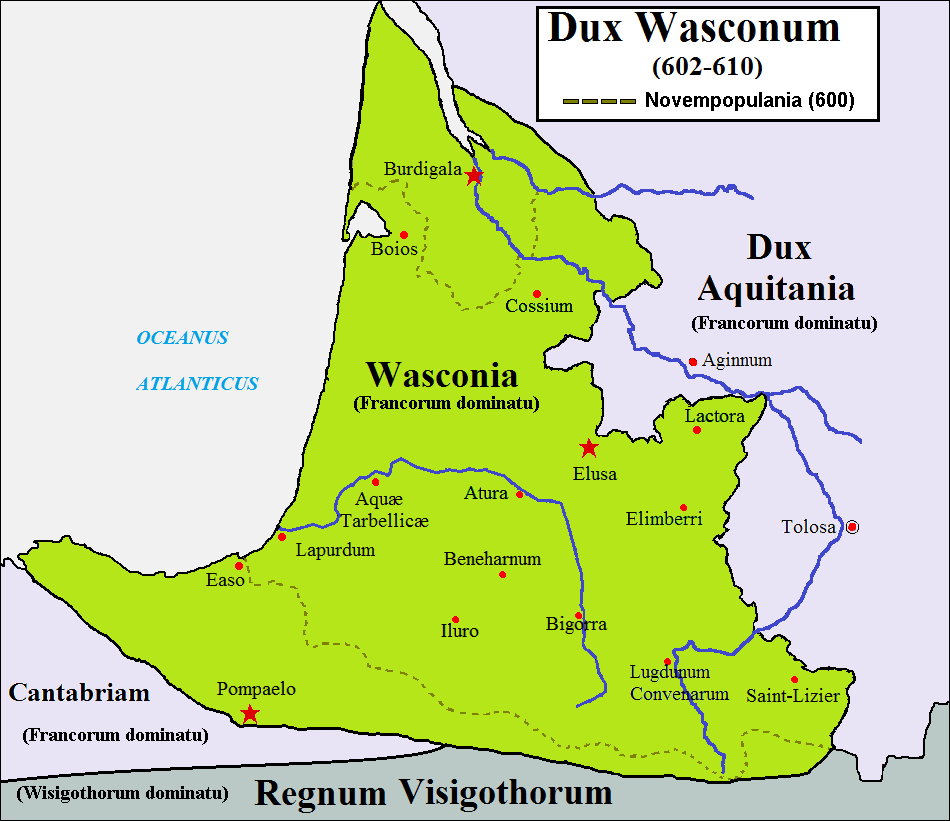
Hertogdom Gascogne

Felix van Aquitanië (7de eeuw) was Hertog van Aquitanië en Gascogne.
Felix van Aquitanië was een leenheer onder de Frankische koning Chlotharius III en zijn hofmeier Ebroin. Tijdens zijn ambtsperiode wist hij het hertogdom Gascogne met het hertogdom Aquitanië te verenigen. Na de dood van Chlotharius III en de val van Ebroin in 673 nam Lupus I van Gascogne het roer over en voer een onafhankelijke koers.